# IWI傑里科941半自動手槍
傑里科941（英語：Jericho 941，又譯：耶利哥941；以以色列名城耶利哥命名），由於另一把沙漠之鷹手槍（英語：Desert Eagle）的當紅，傑里科941被俗稱小沙漠之鷹或沙漠雛鷹，簡稱小沙鷹，又稱烏茲鷹（英語：Uzi Eagle）是一系列由以色列武器工業（IWI）所研製及生產的單／雙動操作（SA／DA）式半自動手槍，發射9×19毫米帕拉貝倫、.40 S&W、.41 AE和.45 ACP這四種手枪子彈。

## 設計和功能
原來的傑里科941是以捷克共和國烏爾斯基·布羅德兵工廠（CZ-UB）設計和生產的、備受尊重的CZ 75手槍為藍本，並且使用由意大利武器公司Tanfoglio（意大利Tanfoglio手槍本身亦是CZ 75手槍的仿製型）提供的零部件進行設計和生產。
使用一個經過良好測試的設計以及由Tanfoglio公司為新手槍的設計提供了幫助和設計經驗，讓以色列軍事工業得以避免初期出現的各種問題；而將基本的製作工作都分包給Tanfoglio公司讓以色列軍事工業的設計人員減少了設計出錯，使設計時間縮得很短，得以快捷而且經濟地讓一把新手槍建成完成並進入投產，亦讓其具有相當的以色列成分，以滿足以色列政府在合同上的要求。
雖然傑里科941的R型版本具有一個結合了保險／待擊解脫桿的保險桿，即是手槍的保險同時具有待擊解脫功能，具有待擊解脫桿版本的CZ 75手槍（CZ 75BD）卻只是具有一個單純的待擊解脫桿。CZ 75的槍管為傳統型膛線槍管，而傑里科941則具有一根多邊形膛線槍管，而且傑里科941的重量有明顯的增加。上述差異轉化成在槍枝攜帶以及在偏好等條件以下的實質性差異。兩把手槍在其他方面都是完全相同。
傑里科941唯一最重要的革新就是以色列軍事工業嘗試通過該槍去配合其提供的一款新型的、更為強大的子彈，.41 AE（見下文）。9×19毫米帕拉貝倫和.41 AE之間的差異與.44 Remington Magnum雷明登馬格南和.50 AE一樣。AE子彈使用縮緣式彈殼，底緣直徑與火力相對較弱的子彈是完全相同的，但彈殼殼身更寬以提供更大的威力。這使得相同的槍械只需要在槍管、復進簧和彈匣之間進行轉換就能夠使用這一對口徑之一。
雖然.41 AE的性能絕不下於.40 S&W，但它缺乏強大的營銷手段支持，這種口徑沒有如.40 S&W般成功向公眾推廣，亦導致.41 AE口徑的傑里科手槍的受歡迎程度不如.40 S&W手槍，並且在很快就停止生產。儘管如此，重裝藥量子彈的經驗已經給以色列軍事工業相當大的領先，並且把該槍膛室口徑改為很快就能夠獲得成功的.40 S&W。後來針對美國市場，還讓傑里科“擴大膛室”以使用在美國非常流行的.45 ACP子彈。
不少槍械愛好者都稱讚傑里科的精度、可靠性和定價。它被普遍認為是一把在具有雙排彈匣和由於握把角度而令指向性“自然”的設計以下仍然非常纖薄的大口徑手槍。傑里科941的設計亦已經被修改，包括改用聚合物底把和在底把上整合了戰術配件導軌，後者是目前許多現代半自動手槍的一項功能，用以安裝各種戰術燈或是雷射瞄準器配件。

## 衍生型

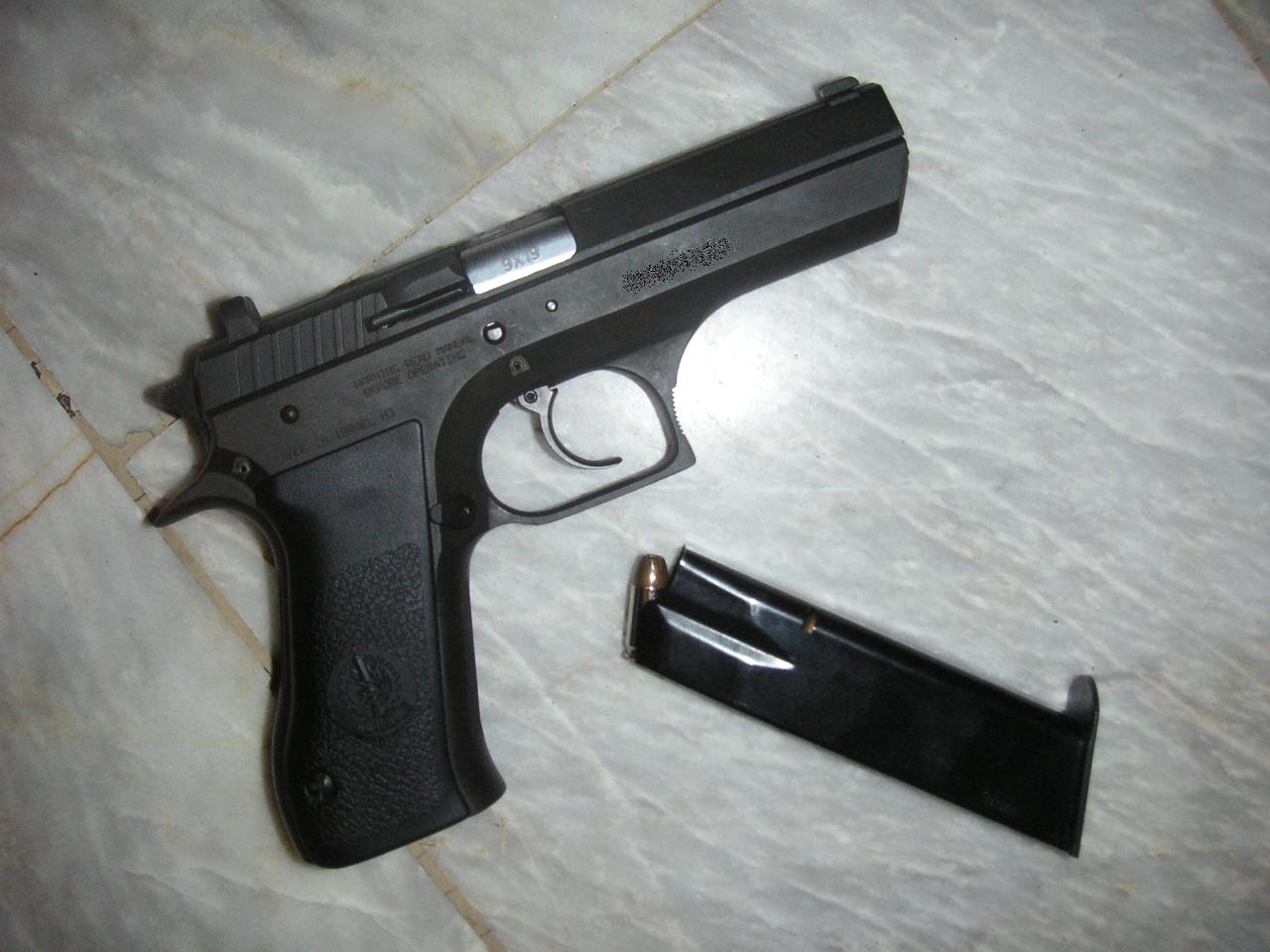
傑里科941 F型和被移除的彈匣。

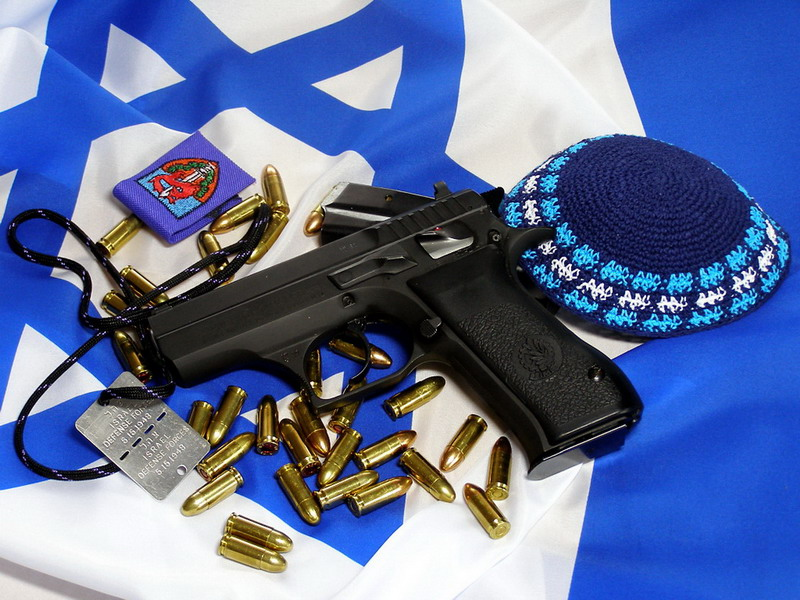
以色列國旗上的傑里科941 FS型。

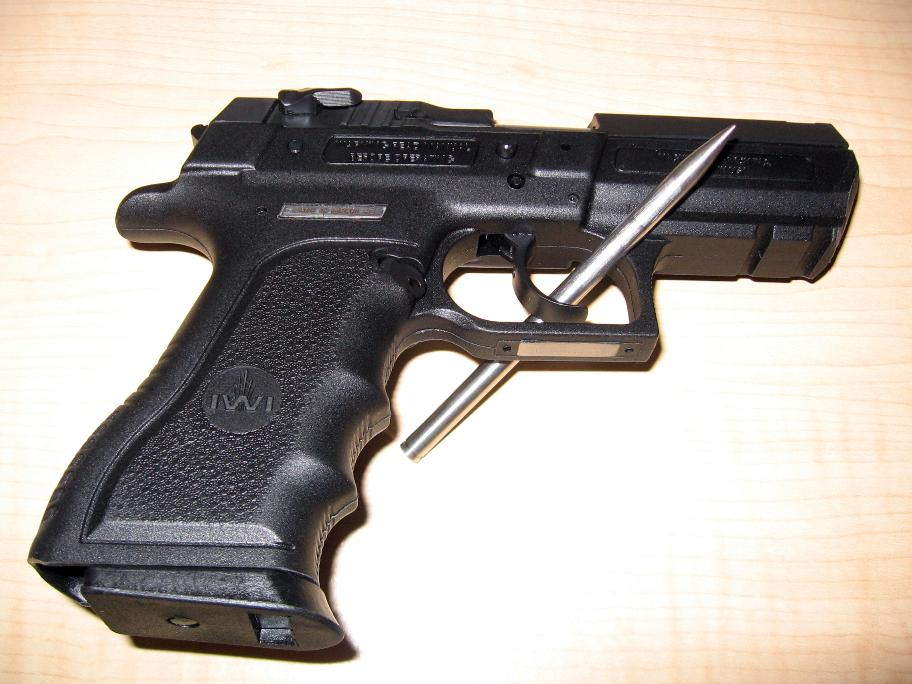
半緊湊聚合物底把型小沙鷹。

### 鋼製底把
| | 全尺寸型                            | 全尺寸型                | 半緊湊型                            | 半緊湊型                | 半緊湊型                | 緊湊型                  | 緊湊型                  |
| 口徑 | 9×19公釐帕拉貝倫彈                  | .40 S&W                 | 9×19公釐帕拉貝倫彈                  | .40 S&W                 | .45 ACP                 | 9×19公釐帕拉貝倫彈      | .40 S&W                 |
| 製造配套部件編號                                                                                             |                                     |                         |                                     |                         |                         |                         |                         |
| 以色列武器工業*                                                                                              | 941 F/R （16／15發）                | 941 F/R （12發）        | 941 FS/RS （16／15發）              | 941 FS/RS （12發）      | 941 FS/RS （10發）      | 941 FB/RB （13發）      | 941 FB/RB （10發）      |
| 馬格南研究公司*                                                                                              | MR9900 （10發）*** MR9915R （15發） | MR9400 （10發）***      | MR9900RS （10發） MR9915RS （15發） | MR9400RS （10發）       | MR4500RS （10發）***    | MR9900RB （10發）***    | MR9400RB （10發）       |
| 重量** |                                     |                         |                                     |                         |                         |                         |                         |
| 手槍不連彈匣                                                                                                 | 1,000克 （2.20磅）                  | 900克 （1.98磅）        | 900克 （1.98磅）                    | 900克 （1.98磅）        | 1,025克 （2.26磅）      | 860克 （1.90磅）        | 860克 （1.90磅）        |
| 空彈匣 | 90克 （0.20磅）                     | 90克 （0.20磅）         | 90克 （0.20磅）                     | 90克 （0.20磅）         | 100克 （0.22磅）        | 85克 （0.19磅）         | 85克 （0.19磅）         |
| 滿彈匣 | 282克 （0.62磅）                    | 258克 （0.57磅）        | 282克 （0.62磅）                    | 258克 （0.57磅）        | 310克 （0.68磅）        | 250克 （0.55磅）        | 230克 （0.51磅）        |
| 尺寸 |                                     |                         |                                     |                         |                         |                         |                         |
| 全長 | 207毫米 （8.15英吋）                | 207毫米 （8.15英吋）    | 184毫米 （7.24英吋）                | 184毫米 （7.24英吋）    | 184毫米 （7.24英吋）    | 184毫米 （7.24英吋）    | 184毫米 （7.24英吋）    |
| 高度 | 140毫米 （5.51英吋）                | 140毫米 （5.51英吋）    | 140毫米 （5.51英吋）                | 140毫米 （5.51英吋）    | 140毫米 （5.51英吋）    | 125毫米 （4.92英吋）    | 125毫米 （4.92英吋）    |
| 寬度 | 28.575毫米 （1.13英吋）             | 28.575毫米 （1.13英吋） | 28.575毫米 （1.13英吋）             | 28.575毫米 （1.13英吋） | 28.575毫米 （1.13英吋） | 28.575毫米 （1.13英吋） | 28.575毫米 （1.13英吋） |
| 槍管長度 | 112毫米 （4.41英吋）                | 112毫米 （4.41英吋）    | 99毫米 （3.90英吋）                 | 99毫米 （3.90英吋）     | 99毫米 （3.90英吋）     | 90毫米 （3.54英吋）     | 90毫米 （3.54英吋）     |
| 瞄準基線 | 150毫米 （5.91英吋）                | 150毫米 （5.91英吋）    | 134毫米 （5.28英吋）                | 134毫米 （5.28英吋）    | 134毫米 （5.28英吋）    | 134毫米 （5.28英吋）    | 134毫米 （5.28英吋）    |
| *可選擇表面處理。 **總重量可能會由於製造差異性和精度的尺度而有所不同。 ***先前列出在CA名冊的出售手槍認證上。 |                                     |                         |                                     |                         |                         |                         |                         |

### 聚合物底把
|                                                                        | 全尺寸型               | 全尺寸型             | 半緊湊型                              | 半緊湊型             | 緊湊型               | 緊湊型               |
| 口徑                                                                   | 9×19公釐帕拉貝倫彈     | .40 S&W              | 9×19公釐帕拉貝倫彈                    | .40 S&W              | 9×19公釐帕拉貝倫彈   | .40 S&W              |
| 製造配套部件編號                                                       |                        |                      |                                       |                      |                      |                      |
| 以色列武器工業*                                                        | 941 FL/RL （16／15發） | 941 FL/RL （12發）   | 941 SL/RSL （16／15發）               | 941 SL/RSL （12發）  | 941 FBL/RBL （13發） | 941 FBL/RBL （10發） |
| 馬格南研究公司                                                         | N/A                    | N/A                  | MR9900RSL （10發） MR9915RSL （15發） | MR9400RSL （10發）   | MR9900BL （10發）    | MR9400BL （10發）    |
| 重量**                                                                 |                        |                      |                                       |                      |                      |                      |
| 手槍不連彈匣                                                           | 800克 （1.76磅）       | 800克 （1.76磅）     | 720克 （1.59磅）                      | 720克 （1.59磅）     | 680克 （1.50磅）     | 680克 （1.50磅）     |
| 空彈匣                                                                 | 90克 （0.20磅）        | 90克 （0.20磅）      | 90克 （0.20磅）                       | 90克 （0.20磅）      | 80克 （0.18磅）      | 80克 （0.18磅）      |
| 滿彈匣                                                                 | 282克 （0.62磅）       | 275克 （0.61磅）     | 282克 （0.62磅）                      | 275克 （0.61磅）     | 250克 （0.55磅）     | 230克 （0.51磅）     |
| 尺寸                                                                   |                        |                      |                                       |                      |                      |                      |
| 全長                                                                   | 207毫米 （8.15英吋）   | 207毫米 （8.15英吋） | 192毫米 （7.56英吋）                  | 192毫米 （7.56英吋） | 185毫米 （7.28英吋） | 185毫米 （7.28英吋） |
| 高度                                                                   | 138毫米 （5.43英吋）   | 138毫米 （5.43英吋） | 138毫米 （5.43英吋）                  | 138毫米 （5.43英吋） | 122毫米 （4.80英吋） | 122毫米 （4.80英吋） |
| 寬度                                                                   | 38毫米 （1.50英吋）    | 38毫米 （1.50英吋）  | 38毫米 （1.50英吋）                   | 38毫米 （1.50英吋）  | 38毫米 （1.50英吋）  | 38毫米 （1.50英吋）  |
| 槍管長度                                                               | 112毫米 （4.41英吋）   | 112毫米 （4.41英吋） | 96毫米 （3.78英吋）                   | 96毫米 （3.78英吋）  | 89毫米 （3.50英吋）  | 89毫米 （3.50英吋）  |
| 瞄準基線                                                               | 156毫米 （6.14英吋）   | 156毫米 （6.14英吋） | 141毫米 （5.55英吋）                  | 141毫米 （5.55英吋） | 134毫米 （5.28英吋） | 134毫米 （5.28英吋） |
| *可選擇表面處理。 **總重量可能會由於製造差異性和精度的尺度而有所不同。 |                        |                      |                                       |                      |                      |                      |

傑里科941的推出也使新的口徑，在1986年研發的.41 AE（英語：.41 Action Express，10.41×22毫米）推出市場。.41 AE是一個獨特的縮緣式彈殼設計，使用.410英吋（10.41毫米）子彈和警用型.41麥格農的減少一半的裝藥量。早期型傑里科手槍往往隨槍配有兩套彈簧和槍管，一組是9×19公釐帕拉貝倫彈，而另一組則是.41 AE。
由於縮緣式設計的.41 AE的底緣直徑與退殼鈎槽與9×19毫米帕拉貝倫彈的尺寸相同，使用這兩款子彈的抽殼鈎和拋殼口在兩款子彈以下同樣有效地運作。
在.41 AE商業化推出之後不久，.40 S&W亦向市場推出。.40 S&W的彈道幾乎與中等裝藥量的.41 AE相同（在重製子彈手冊列表之中.41 AE通常而言是使用.40 S&W的數據），雖然.41 AE的商業化裝藥量比.40 S&W更為強大。由於美國主要槍械及彈藥生產商具有更強的後盾，.40 S&W很快便將.41 AE排擠出了市場。9×19毫米／.41 AE雙膛室口徑的傑里科941在市場上下架以前只能維持一年，而目前手槍則以9×19毫米帕拉貝倫彈和.40 S&W口徑繼續出售。
有些射手喜歡具有額外儲備威力的.40 S&W口徑的小沙鷹，因為小沙鷹的本來設計就是發射更有威力的.41 AE子彈，而一些廠商卻是反過來的以.40 S&W口徑的槍管搭配以前為只具備發射後座力相對的較溫和的9毫米子彈的程度的手槍上，而隨後就發生槍管和彈殼故障。
後來傑里科941緊湊型更推出了其.45 ACP或9毫米膛室型號。目前尚不清楚傑里科在何種程度上將原來的.41 AE／9毫米口徑的傑里科的底把和套筒“改變裝配”以承受直徑更大的.45 ACP，雖然.45 ACP較溫和的裝藥量所產生的膛壓比.41 AE低得多，. 45 ACP的槍管後部開口在必要時卻要大得多。不過根據沙漠之鷹的官方網站常見問題（FAQ），沙漠之鷹並不允許使用+P或+P+兩種高膛壓子彈，雖然評論人已射擊及報告+P .45 ACP防守型裝藥量的彈道。
最初傑里科手槍槍管使用多邊形膛線，有時由於子彈與槍管之間有更好的適合性，而會產生更高的槍口初速。但大概在從2005年至2007年時，以色列武器工業卻把傑里科手槍的槍管切換為傳統型凹凸膛線。
目前的傑里科941被發配到所有以色列安全部隊服役，2012年7月11日，以色列武器工業在菲律賓國家警察採購60,000把手槍的競標損失了1.2億比索。

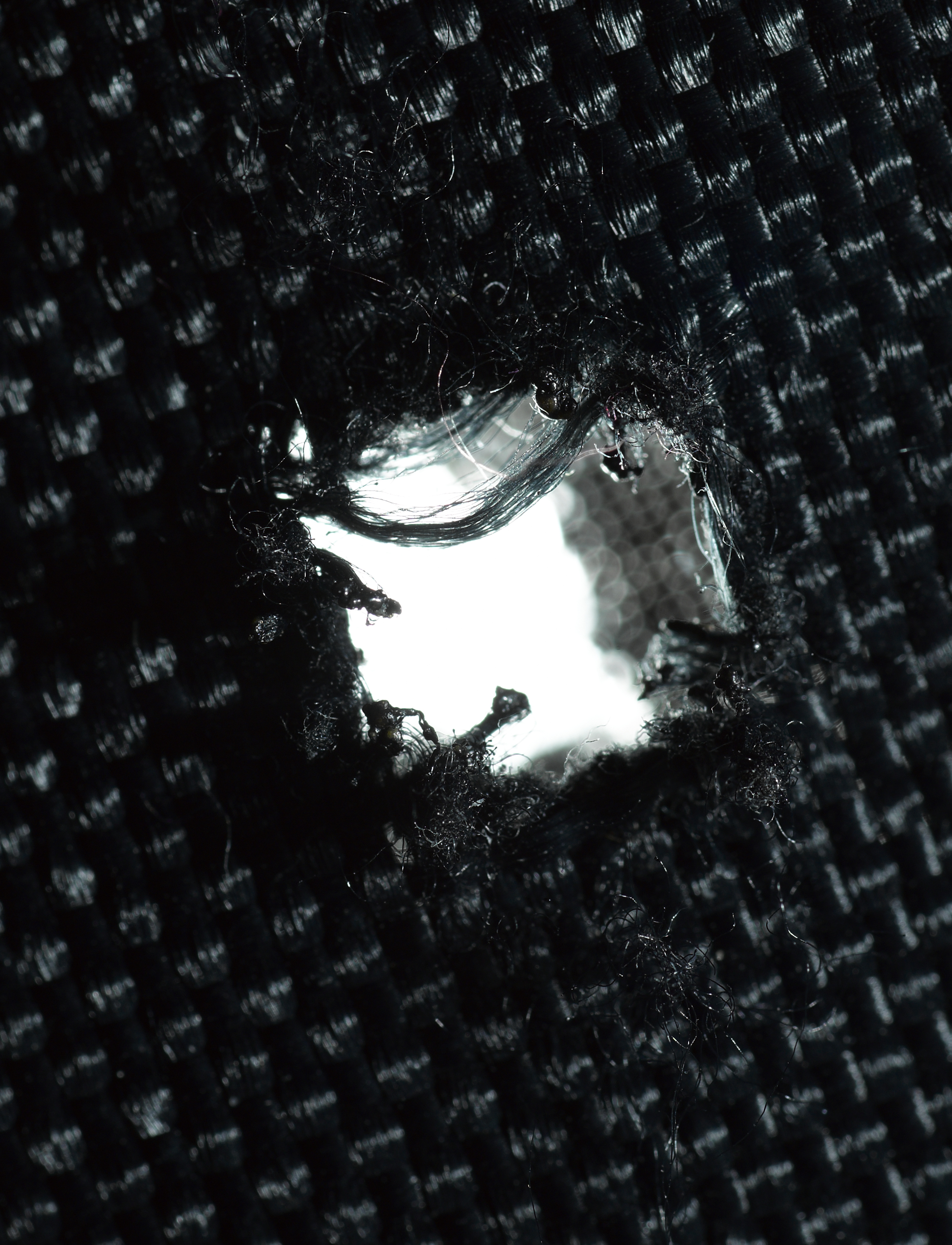
使用.41 AE彈藥的傑里科941所造成的彈孔。

## .41 AE
儘管.41 AE提供了簡單的口徑轉換是一個好主意，它卻在時機上生不逢時。.41 AE使用了與從來沒有非常流行過的.41麥格農相同的子彈直径，而由於.41麥格農主要是一種左輪手槍子彈（儘管以色列武器工業確實在一段很短的時間內提供過這種口徑的沙漠之鷹），不是所有的.41麥格農彈頭都適合於自動裝填的設計。在1980年代初出現的10mm Auto子彈雖然具有強大的火力，但結果該型子彈威力卻太過強大，反而不太受歡迎。
最終，美国联邦调查局接受了減低威力、亞音速裝藥的10mm Auto。史密斯威森認為10mm Auto相對於減少的裝藥量而且實在過多，而.45 ACP尺寸的槍械則因其膛徑而太過笨重；它們推出了.40 S&W，一個縮短的10mm Auto彈殼，而這設計可切合9毫米尺寸的槍械，使用減少膛壓的裝藥讓槍更輕便、更容易射擊。
彈道幾乎相同的.40 S&W和.41 AE都是在工程学趨同進化的結果：.40 S&W是將前代彈系10mm Auto的彈殼縮短至相對較短的9×19毫米的長度，搭配減少了裝藥量的10mm Auto的彈道；而.41 AE是將9×19毫米的彈殼擴大至相當於.41口徑的直徑，搭配減少了裝藥量的.41麥格農。
在1988年，以色列軍事工業還試圖研製一種9毫米AE子彈，這是把.41 AE的彈殼改為瓶頸式彈殼以發射9毫米彈頭。它提供了一個比標準型9毫米的彈殼更大的彈殼容量，讓其在使用輕型彈頭以下具有與.357麥格農相匹配的槍口初速。這一舉措使西格&紹爾得到啟發並作平行研發，於1994年以.40 S&W為基礎並且研製了瓶頸式彈殼的.357 SIG。
雖然.41 AE注定了在環境情況下默默地消失，使用縮緣式彈殼設計以簡單、方便地在兩種子彈口徑之間切換的概念並沒有因而失去。由以色列武器工業為沙漠之鷹手槍研製的.50 AE使用了一個類似的縮緣式彈殼，底緣直徑與.44麥格農相同。這使得沙漠之鷹的口徑能在.44麥格農和.50 AE兩種口徑之間切換而只需更換槍管和彈匣。
瓶頸式手槍子彈，這也讓武器改變槍管就能夠改變口徑，亦開始變得可行；斯特姆-儒格生產了一批可在9×19毫米與.30魯格之間作口徑轉換的限量版P系列手槍，西格&紹爾以.40 S&W為基礎進行研製並且推出了.357 SIG，以及Cor-Bon以.45 ACP為基礎進行研製並且推出了.400 Corbon。

## 銷售
傑里科941在1990年向市場推出，當時通過宾夕法尼亚州哈里斯堡的KBI公司第一次進口到美國，後來分別由莫斯伯格父子公司和馬格南研究公司進口，並分別命名為烏茲鷹（英語：Uzi Eagle）和小沙漠之鷹或沙漠雛鷹，簡稱小沙鷹，直到2008年年底。
值得一提的是，一部份馬格南研究公司出售的傑里科941手槍會被標記為沙漠之鷹手槍（英語：Desert Eagle Pistol）。儘管這些名字被用來在美國市場上出售，傑里科941除了與沙漠之鷹手槍一樣是由以色列軍事工業設計和生產以外是沒有任何相關的，與沙漠之鷹手槍稍似的，就只有其槍口形狀。
自2009年1月1日到2010年1月29日結業以前，KBI公司（同時也進口查爾斯·達利槍械的武器）一度恢復該手槍的進口代理權並且命名為耶利哥（英語：Jericho）。目前是在卡爾武器公司以下的一個部門的馬格南研究公司亦宣布重新進口傑里科手槍。
2014年12月，IWI美國公司宣布，他們將開始在2015年年初進口鋼鐵和聚合物兩種版本的傑里科941。

## 使用國
- 阿尔巴尼亚
  - 阿爾巴尼亞警察武裝份子掃蕩部門（英语：RENEA）
- 阿根廷
  - 警察單位
- 比利时
  - 警察單位
- 智利
  - 智利武裝部隊
  - 調查警察
- 哥伦比亚
  - 哥倫比亞軍隊（英语：Military Forces of Colombia）
  - 國家警察
- [9]
- 希腊[10]
- 匈牙利
  - 特警單位，取代FEG PA-63。
- 印度尼西亞
- 以色列[11]
  - 以色列國防軍
  - 以色列國境警察特勤隊
- 秘魯
  - 秘魯武裝部隊
  - 警察單位
- 菲律賓
  - 菲律宾武装部队
  - 菲律賓國家警察
- 羅馬尼亞：當地授權生產，命名為Pistol md. 2000。
- 塞爾維亞[12]
- 新加坡
- - 大韓民國陸軍
    - 第707特殊任務團
    - 首都防衛司令部「盾牌部隊」

  - 韓國軍事警察特別任務隊
- 乌克兰：當地授權生產，命名為Fort-21。
- 美国
  - 警察單位
- 越南

## 犯罪

### 館長陳之漢槍擊案
2020年8月28日清晨2時20分（UTC+8），槍擊歹徒劉丞浩以IWI傑里科941趁健身網紅「館長」陳之漢離開成吉思汗健身俱樂部林口旗艦店後朝他連開三槍，造成陳之漢小腿及手臂各中一槍，並且送往長庚醫療財團法人林口長庚紀念醫院救治。歹徒於犯案之後搭上計程車前往距離犯案地點800公尺的新北市政府警察局林口分局文化派出所進行投案。

## 流行文化
傑里科941系列登場於多部电影、电視、動画和电脑游戏裡，例如

### 電影
- 1998年—：型號為不鏽鋼底把及黑色套筒緊湊型傑里科941 FB，原本由黛卓（Deirdre，娜塔莎·麥柯虹飾演）所使用，後來被山姆（Sam，罗伯特·德尼罗飾演）所奪取。
- 2004年—：型號為不鏽鋼底把及黑色套筒全尺寸型傑里科941 R，由俱樂部狂熱保鏢所使用。
- 2004年—：型號為全黑色底把緊湊型傑里科941 FB，由黑幫老大塔哈（Taha Bemamud）所使用。
- 2004年—：型號為全不鏽鋼底把全尺寸型傑里科941 R，裝上消聲器並且由伊恩·豪威（Ian Howe，飾演）所使用。
- 2005年—：型號為不鏽鋼底把及黑色套筒全尺寸型傑里科941 F，由克萊恩的黨羽所使用。
- 2006年—：型號為不鏽鋼底把及黑色套筒全尺寸型傑里科941 F，由格特勒（Gettler，理查德·塞繆爾飾演）用於對的槍戰。
- 2006年—：型號為不鏽鋼底把及黑色套筒全尺寸型傑里科941 R，由盧克（Luke，切瓦特·埃加福特飾演）所使用。
- 2006年—：型號為拉絲（英语：Brushed metal）鍍鉻全不鏽鋼底把全尺寸型傑里科941 F，由珠寶大盜頭子羅姆（Rome，罗伯特·帕特里克飾演）所使用。
- 2007年—：型號為不鏽鋼底把及黑色套筒全尺寸型傑里科941 F，由主角尼可拉斯·安吉警長（Nicholas Angel，西蒙·柏奇飾演）在超市和酒吧槍戰中所使用，雙持時以左手握持（右手則握持金牛座PT92AF）。
- 2007年—：型號為全不鏽鋼底把全尺寸型傑里科941 R，由湯瑪斯·蓋伯爾（Thomas Gabriel，蒂莫西·奥利芬特飾演）用作佩槍（英语：Side arm）。
- 2007年—：型號為不鏽鋼底把及黑色套筒全尺寸型傑里科941 R，由佐治亞·賽克斯（Georgia Sykes，艾莉西亞·凱斯飾演）所使用。
- 2008年—：型號為全黑色底把緊湊型小沙鷹，由緬甸政府軍的廷少校（Major Pa Tee Tint，貌貌欽飾演）用作佩槍（英语：Side arm）。
- 2008年—：型號為全黑色底把緊湊型小沙鷹，由主角柔漢·狄娃（Zohan "Scrappy Coco" Dvir，亞當·山德勒飾演）所使用。
- 2008年—：型號分別為全黑色底把全尺寸型小沙鷹、全不鏽鋼底把全尺寸型小沙鷹和全黑色底把緊湊型FBL小沙鷹：
  - 全黑色底把全尺寸型小沙鷹由女主角火狐（Fox，安吉丽娜·朱莉飾演）所使用。
  - 全不鏽鋼底把全尺寸型小沙鷹由佩克瓦斯基（Pekwarsky，泰倫斯·史丹普飾演）所使用。
  - 全黑色底把緊湊型小沙鷹FBL由克洛斯（Cross，湯瑪斯·柯瑞奇曼飾演）所使用。
- 2011年—：型號為全黑色底把全尺寸型傑里科941，由劫匪成員姬賽兒（Gisele Yashar，蓋兒·賈多特飾演）所使用。
- 2011年—：型號為不鏽鋼底把及黑色套筒全尺寸型傑里科941 R，由尼古拉（Nikolai，安德魯·霍華德飾演）所使用。
- 2011年—：型號為全黑色底把緊湊型傑里科941 FB，由刺客邁克爾·滕貝（Michael Tembe，克里斯·賈曼飾演）所使用。
- 2012年—：型號為全黑色底把全尺寸型傑里科941 R，由伊凡的手下所使用。
- 2013年—：型號為全黑色底把全尺寸型傑里科941 F，由以色列女軍官希珍（Segen，戴妮拉·卡提茲飾演）在白俄羅斯航空公司的飛機上用以對抗殭屍。
- 2015年—：型號為全黑色底把全尺寸型傑里科941 RPL，由CIA探員約翰·史密斯（John Smith，沙查·昆圖飾演）所使用。

### 電視劇
- 2014年—《24：再活一天》：型號為全不鏽鋼底把全尺寸型傑里科941 R，第10集（播出順序為第202集）“Day 9: 8:00 p.m. - 9.00 p.m”之中，由中華人民共和國駐洛杉磯總領事館保安主管兼特工（Cheng Zhi，馬志飾演）所使用。

### 动画
- 1998，2001年—《星际牛仔》：型号为安装了定制握把和镭射的杰里科941 R，另附带有银色的导杆[18]。由主角斯派克·斯皮格尔（Spike Spiegel，山寺宏一配音）所使用。

### 电子游戏
- 2005年—《真實計劃》：由以色列國防軍所使用。
- 2010年—《特種部隊2 Online》
- 2011年—《邊緣戰士》：型號為不鏽鋼底把及黑色套筒緊湊型傑里科941 FB，命名為「海鷹」，可裝上可調節機械瞄具、COGA瞄準鏡、D-Flex紅點鏡、YeoTek紅點鏡、消聲器、制退器、快速槍套、大容量（英语：High-capacity magazine）彈匣和射速增加。
- 2015年—：命名为“沙漠雏鹰”，为致敬《星际牛仔》，还可加装“斯派克套件（Spike Kit）”和“斯派克握把（Spike Grip）”，加装后与《星际牛仔》中的定制款杰里科941 R外观一致。
- 2016年—《少女前線》：命名为“傑里科手槍”，可加裝照明燈與消音器，人形形象為以色列女特工。

## 資料來源
1. ↑  Alfred Dalizon. . Journal.com.ph. 2012-07-11  [2013-03-30]. （原始内容存档于2012-07-25）.
2. ↑  .   [2020-10-02]. （原始内容存档于2021-04-10）.
3. ↑  .   [2020-10-02]. （原始内容存档于2020-11-02）.
4. ↑  .   [2020-10-02]. （原始内容存档于2021-04-10）.
5. ↑  .   [2020-10-02]. （原始内容存档于2020-09-03）.
6. ↑  .   [2020-10-02]. （原始内容存档于2020-09-19）.
7. ↑  .   [2020-10-02]. （原始内容存档于2020-09-18）.
8. ↑  .   [2014-12-18]. （原始内容存档于2014-12-24）.
9. ↑  . Geo-army.ge.   [2013-03-30]. （原始内容存档于2014-07-14）.
10. ↑  Johnson, Steve. . The Firearm Blog. 2012-08-30  [2013-03-30]. （原始内容存档于2017-11-10）.
11. ↑  . World.guns.ru.   [2013-03-30]. （原始内容存档于2013-06-18）.
12. ↑  . Militaryworld.wordpress.com. 2009-10-31  [2013-03-30]. （原始内容存档于2012-10-04）.
13. ↑  . news.pts.org.tw. 2020-08-28  [2020-08-28]. （原始内容存档于2020-09-01）.
14. ↑  . www.cna.com.tw.   [2020-08-28]. （原始内容存档于2020-08-28） （中文（臺灣））.
15. ↑  . 蘋果新聞網.   [2020-08-28]. （原始内容存档于2020-08-28） （中文（臺灣））.
16. ↑  台灣英文新聞. . 台灣英文新聞.   [2020-08-28]. （原始内容存档于2020-09-01）.
17. ↑  聯合新聞網. . 聯合新聞網. 20200828T024706Z  [2020-08-28]. （原始内容存档于2020-08-28） （中文（臺灣））.
18. ↑  .   [2020年8月11日]. （原始内容存档于2020年2月4日） （英语）.

## 參閲
- CZ 75手槍
- 沙漠之鷹手槍
- Kevin ZP98手槍
- IMI Barak SP-21手槍
- 成吉思汗健身俱樂部林口旗艦店槍擊案

## 外部連結
- IWI official webpage
- Modern Firearms: Jericho 941 （页面存档备份，存于）
- Jericho 941 Pictorial